# Idiom neutral
Idiom neutral är ett internationellt hjälpspråk, skapat på 1890-talet.
Då volapük var statt i upplösning, valdes 1893 den ryske järnvägsingenjören Woldemar Rosenberger till direktör för den 1887 grundade volapükakademien. Han utarbetade med stöd av akademins övriga medlemmar Idiom neutral på grundval av största möjliga internationalitet i ordval och grammatik. Idiom neutral kom att få stor betydelse för de senare utvecklade internationella hjälpspråken, även om det i sig fick en ganska liten anslutning.